# Condado de Harrison (Iowa)
O Condado de Harrison é um dos 99 condados do estado norte-americano do Iowa. A sede de condado é Logan, que é também a sua maior cidade. O condado tem uma área de 1815 km² (dos quais 11 km² estão cobertos por água), uma população de 14 928 habitantes, e uma densidade populacional de 8,3 hab/km² (segundo o censo nacional de 2010). O condado foi fundado em 1851 e o seu nome é uma homenagem a William Henry Harrison (1773-1841), o nono presidente dos Estados Unidos (1841).